# Tinea thoracestrigella
Tinea thoracestrigella är en fjärilsart som beskrevs av Victor Toucey Chambers 1876. Tinea thoracestrigella ingår i släktet Tinea och familjen äkta malar. Inga underarter finns listade i Catalogue of Life.